# Phaegoptera catharinae
Phaegoptera catharinae là một loài bướm đêm thuộc phân họ Arctiinae, họ Erebidae.